# HD 187123 b

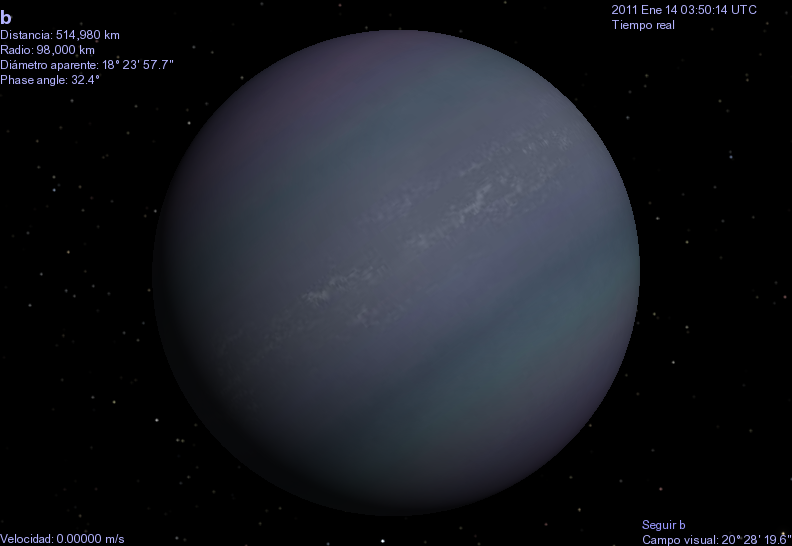

HD 187123 b는 백조자리 방향으로 지구로부터 156 광년 떨어져 있는 외계 행성이다. 어머니 항성은 HD 187123으로, 우리 태양과 비슷한 G형 주계열성이다. 이 행성의 질량은 목성의 절반 정도로 어머니 항성을 3일에 한 바퀴 돈다. 그런데 이 행성의 존재는 실제로는 항성 표면의 흑점 활동을 착각한 것일 가능성이 있다. 시선 속도법으로 발견했기 때문에 밝혀진 질량은 어디까지나 최솟값이며, 공전 궤도의 경사각 정도에 따라 실제 질량은 더 커질 가능성이 있다.
천문학자들은 b가 항성 표면과 우리 시야 사이를 통과하는지의 여부를 관찰했으나, b는 통과 현상을 보이지는 않는 것으로 밝혀졌다.

## 같이 보기
- HD 187123 c

## 참고 문헌
- Butler;  외. (1998). “A Planet with a 3.1 Day Period around a Solar Twin”. 《Publications of the Astronomical Society of the Pacific》 (영어) 110: 1389–1393. doi:10.1086/316287.